# Catepanato d'Italia

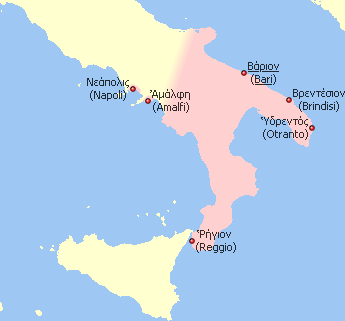
Mappa approssimativa del territorio del Catapanato d'Italia nella prima metà dell'XI secolo.

Il Catapanato d'Italia (o Catepanato) fu una provincia dell'Impero bizantino, comprendente parte dell'Italia continentale al di sotto della linea immaginaria tra il Gargano e il Golfo di Salerno. Anche Amalfi e Napoli, sebbene a nord della linea, mantennero legami di fedeltà a Costantinopoli sottomettendosi all'autorità del Catapano.

## Storia
Nell'876 minacciata dalle scorrerie dei saraceni, Bari si rivolse allo stratego bizantino di Otranto Gregorio così i bizantini nello stesso anno, ristabilirono il proprio dominio su Bari, già sede dell'ultimo Esarca di Ravenna. Costituito come thema di Langobardia, questo territorio fu governato per mezzo di un funzionario a cui venne attribuito il titolo di strategos o patrizio. Tra il 970 e il 976 questo funzionario fu sottoposto all'autorità di un Catapano (o Catepano), traducibile come "Sovrintendente"; il palazzo sede del Catapano sorgeva nel sito dell'odierna basilica di San Nicola. Al Catapano d'Italia rispondevano anche gli strategoi di Calabria e di Lucania.
I longobardi del Principato di Salerno continuamente lottarono con i bizantini per espellerli dal meridione italiano. Riuscirono con Guaimario V ad occupare tutta la Puglia e la Calabria tra il 1039 ed il 1047, unificando tutto il meridione continentale per la prima volta. Con la scomparsa del Principato di Salerno, nel 1077, termina la presenza longobarda nella storia italiana (durata mezzo millennio, dal 568 al 1077). Successivamente i bizantini riuscirono a rioccupare Bari ed altre localitá, ma subito dovettero affrontare i normanni che li sconfissero definitivamente.
Infatti nel 1017 alcuni avventurieri normanni, in pellegrinaggio a Monte Sant'Angelo sul Gargano, prestarono il proprio aiuto militare alle città longobarde di Puglia, in rivolta contro i Bizantini. Dal 1016 al 1030, del resto, i Normanni furono semplici mercenari, che offrivano i propri servigi militari tanto ai Bizantini quanto ai Longobardi. Solo nel 1030, con l'instaurazione del condottiero Rainulfo Drengot nella fortezza di Aversa per iniziativa del duca Sergio IV di Napoli, i Normanni disposero di un primo presidio dal quale iniziarono poi la loro sistematica conquista del Mezzogiorno. Sempre nel 1030 giunsero in queste regioni i fratelli Guglielmo e Drogone, figli di Tancredi d'Altavilla, un crudele nobile di Coutances, in Normandia. I due fratelli si unirono ai duchi longobardi nel loro tentativo di sottrarre la Puglia ai Bizantini, i quali, nel 1040, avevano già perduto buona parte di quella provincia. Bari fu conquistata nel 1071 e i Bizantini furono definitivamente estromessi dal territorio italiano, a parte una breve ricomparsa con un nuovo assedio di Bari nel 1156.
Il Catapanato fu dunque spazzato via a seguito della conquista normanna dell'Italia meridionale.

Thema del Catepanato verso l'anno 1000.